# Nigger Black

Nigger Black est un sketch humoristique d'Yvon Deschamps. Issu de l'album Les unions qu'ossa donne, sorti en 1969, il se veut une dénonciation par l'ironie du racisme contre les noirs.
Le sketch met en scène le personnage typique de Deschamps: une caricature d'un homme naïf, fruste et inconscient de ses préjugés nombreux. Pourtant, pendant le numéro, le personnage semble constater l'erreur de ses préjugés contre les personnes noires, soulignant avec stupéfaction qu'elles ne sont pas différentes des autres.

## Controverses
Cette œuvre de Deschamps a parfois créé la controverse de par la mention dans son titre et son texte de l'insulte raciale anglaise « nigger ». En effet, en 1998, le journal montréalais The Gazette publiait en première page l'article intitulé « Store selling racist tape », dénonçant l'inclusion du sketch, récité partiellement par l'humoriste noir Normand Brathwaite, sur une cassette distribuée par les supermarchés Maxi. La cassette faisait partie d'un sac promotionnel vendu pour le Club des petits déjeuners, un organisme de charité. Dan Philip, président de la Ligue des Noirs du Québec, a alors dénoncé le sketch, affirmant qu'il contenait un « message raciste » et « inacceptable ». Provigo, propriétaire de la chaîne Maxi à l'époque, a finalement retiré les cassettes de ses tablettes.
En 2020, le sketch est revenu dans l'actualité lorsqu'un professeur de l’école Henri-Bourassa, dans Montréal-Nord, a été filmé par ses élèves en train de discuter du sketch, prononçant par la même occasion le mot « nigger » à plusieurs reprises. Publiée sur les réseaux sociaux, la vidéo a créé une polémique menant à une enquête administrative du Centre de service scolaire de la Pointe-de-l’Île (CSSPI). L'enseignant a par la suite présenté ses excuses, mais fut finalement congédié par le CSSPI. L'événement se déroulait peu de temps après une série d'autres polémiques sur ce mot (voir Nègre, Nègres blancs d'Amérique et Université d'Ottawa).